# کائوداییسم

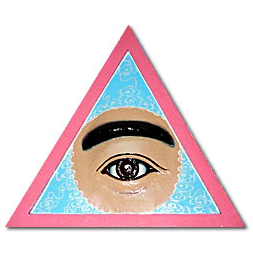
چشم چپِ Cao Đài، همانند چشم پراویدنس.

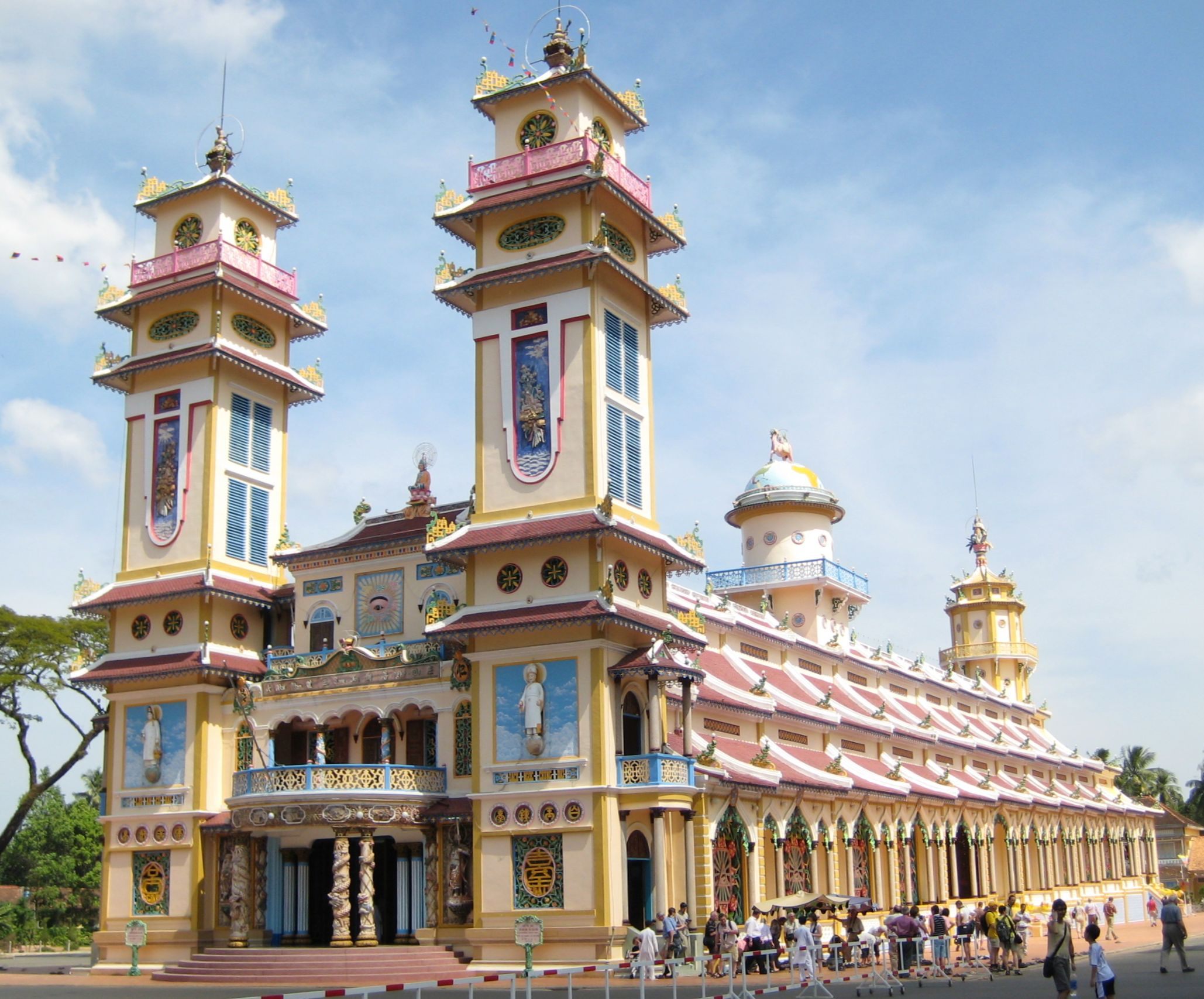
معبد «سریر مقدس» در Tây Ninh مرکز کلیسای اصلی کائوداییسم.

کائودائیسم (caodaism) یک آیین توحیدی است که به عنوان جنبش مذهبی جدید و ترکیبی به طور رسمی در شهر تای نین در جنوب ویتنام در سال ۱۹۲۶ ساخته شد. نام کامل دین، Đại Đạo Tam Kỳ Phổ Độ به معنای ایمان بزرگ [برای] رستگاری سوم جهانی است.
پیروان با هدف اتحاد با خدا به اعمالی مانند دعا، گرامی‌داشتِ گذشتگان ، خشونت‌پرهیزی و گیاهخواری می‌پردازند. تخمین تعداد کائوداییست‌ها در ویتنام متفاوت است. ارقام دولتی، شمار ۴/۴ میلیون کائوداییستِ وابسته به معبد کائو‌دای‌تای‌نین را تخمین می‌زند که در صورت احتساب شاخه‌های دیگر، این تعداد به ۶ میلیون افزایش می یابد. با این حال، برآوردها متفاوت است. سازمان ملل متحد تا ژانویه ۲۰۱۵ حدود ۲/۵ میلیون پیرو کائو‌داییسم را در ویتنام گزارش کرد. شمار بیشتری از پیروان این دین اعضای قومیت ویتنامی در گروه‌های ده‌هاهزارنفری در آمریکای شمالی، کامبوج، اروپا و استرالیا هستند.

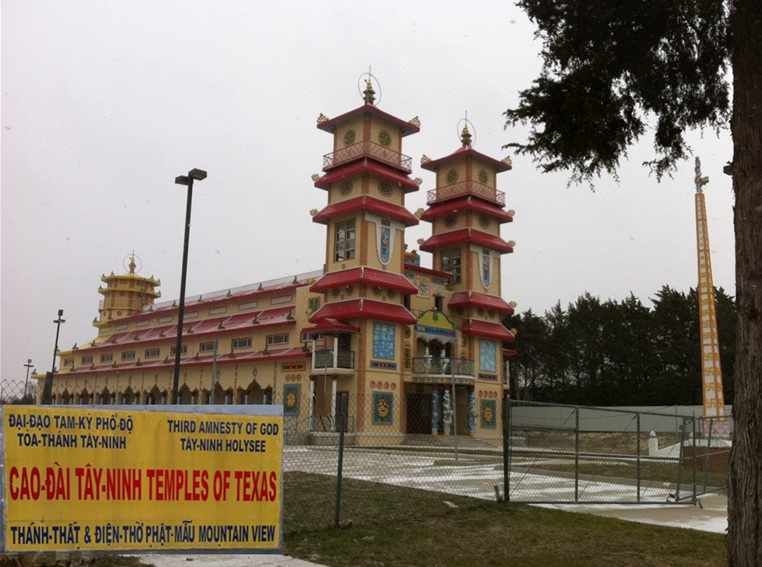
معبد کائوداییستی در گارلندِ تگزاس، در خدمت یک جامعه‌ی بزرگ و محلی ویتنامی

## تاریخچه
نو وان جیو، نخستین کسی بود که در سال ۱۹۲۱ ادعای دریافت پیام‌های Cao Đài را کرد. پیروان باور دارند که در شب کریسمس ۱۹۲۵، خداوند خود را در نخستن گروه از منجیان کائوداییسم معرفی کرد.
در ۷ اکتبر ۱۹۲۶، له‌وان‌ترونگ و یک گروه پیشرو متشکل از 27 کائوداییست، به عنوان نخستین شاگردان کائوداییسم، «اعلامیه تأسیس مذهب کائو‌دای» را امضا کردند و آن را به فرماندار فرانسوی کوچین چین (منطقه‌ای در جنوب ویتنام امروزی) ارائه کردند.
این دین در چند دهه نخست خود محبوب شد و بیش از یک میلیون پیرو جمع کرد و در سال ۱۹۳۲ یک شاخه مستقل به نام چیومین از این دین تاسیس شد که مقر آن در وین‌لونگ است.
در طول جنگ‌های اول هندوچین و جنگ ویتنام، پیروان این دین(به همراه چندین فرقه ویتنامی دیگر) در مبارزات سیاسی و نظامی علیه نیروهای استعماری فرانسوی و نخست وزیر ویتنام جنوبی فعال بودند.
انتقاد آنها از نیروهای کمونیست تا سال ۱۹۷۵ عاملی برای سرکوب و ممنوعیت آنها بود. در سال ۱۹۹۷، کائوداییسم یک بار دیگر توسط دولت کمونیستی به رسمیت شناخته شد.